# Hidamari ga kikoeru - Entends-tu le chant du soleil ?
 (août 2025).
Hidamari ga kikoeru - Entends-tu le chant du soleil ? (ひだまりが聴こえる, Hidamari ga kikoeru) est une série manga de Yuki Fumino commencée en 2013. Elle a été adaptée en film en 2017 et en série en 2024.

## Résumé
Taichi Sagawa, étudiant, apprend que son camarade de classe solitaire, Kohei Sugihara, est sourd, et il décide de prendre des notes pour lui en échange de nourriture. À mesure qu'ils font connaissance, ils développent une forte amitié qui finit par se transformer en amour.

## Volumes
1. Entends-tu le chant du soleil ? (2014 au Japon, 2016 en France)
2. À la poursuite du bonheur (2016 au Japon, 2017 en France)
3. Limit 1 (2017 au Japon, 2018 en France)
4. Limit 2 (2018 au Japon, 2019 en France)
5. Limit 3 (2020 au Japon, 2022 en France)
6. Au fil de saisons 1 (2021 au Japon, 2023 en France)
7. Au fil de saisons 2 (2022 au Japon, 2024 en France)

## Adaptations

### Film
Le manga a été adapté en film en 2017 par Daisuke Kamijō avec Hideya Tawada et Akira Onodera.

### Série télévisée
La série télévisée adapté du manga est sorti en 2024 sur TV Tokyo. Elle comprend 12 épisodes.

## Accueil
Au Japon, le volume 3 s'est vendu à 16 833 lors de sa première semaine et le volume 4 à 20 128 exemplaires.